# Sainte-Jamme-sur-Sarthe
Sainte-Jamme-sur-Sarthe település Franciaországban, Sarthe megyében. Lakosainak száma 1964 fő (2022. január 1.). Sainte-Jamme-sur-Sarthe Saint-Jean-d’Assé, Souillé, La Bazoge és Montbizot községekkel határos.

## Népesség
A település népessége az elmúlt években az alábbi módon változott:
| Lakosok száma | 2105 | 2076 | 2094 | 2051 | 2043 | 2035 | 2010 | 1987 | 1964 |
|               | 2013 | 2015 | 2016 | 2017 | 2018 | 2019 | 2020 | 2021 | 2022 |